# Várhely
Várhely (románul Sarmizegetusa, korábban Gradiște, németül Burgort, latinul Ulpia Traiana, Colonia Dacica, Sarmizegetusa) falu Romániában, Hunyad megyében.

## Fekvése
Hátszegtől 17 km-re délnyugatra, a Vaskapu keleti előterében fekszik.

## Nevének eredete
Nevét a határában látható romokról kapta. Román elnevezése a dákok királyi székhelyének nevéből való.
A dákok királyi városának elnevezése eredeti alakjában nem ismert. Görögök, illetve rómaiak saját hallásuk szerint rögzítették a szóban forgó település nevét. Fél tucatnyi, eltérően lebetűzött változat ismert belőle. Ptolemaiosz könyvében például a hely megnevezése Zarmizegethousa (Ζαρμιζεγεθουσα), latin forrásokban Sarmizegetusa (feliratokon), Sarmategte (Tabula Peutingeriana), Sarmazege (Ravennai Névtelen Geográfus).
A szóban forgó név tartalmát többen próbálták megfejteni, úgy tűnik, nem sok sikerrel. A dákok nyelvét indoeurópai nyelvekkel, például a szanszkrittal vetették össze.
Gheyn szófejtése szerint Sarmizegetusa jelentése Meleg folyó városa. – Zarmi (szanszkrit gharma: meleg) és zeget (szanszkrit sarjana, baktriai harezâna: folyik). A várost, állítja a szerző, a közeli Sargetia (Sztrigy) folyóról nevezték el a dákok.
Tomaschek szerint Sarmizegetusa értelme: Élet világával fényeskedő palota. – Zarmya (szanszkrit harmya: palota), zegeth (szanszkrit jagat, jigat: megy, mozgékonyság, élet világa) és usa (fényt árasztó, égő).

## Története
Ősidők óta lakott település. A rómaiak Dacia meghódítása után határában építették fel a tartományi fővárost, mely Traianus császár neve után az Ulpia Traiana nevet kapta. Az egykor gazdag város a rómaiak 3. századi kivonulása után a népvándorlás viharának esett áldozatul.
A trianoni békeszerződésig Hunyad vármegye Hátszegi járásához tartozott.

## Népessége
1910-ben 1043, többségben román lakosa volt, jelentős magyar kisebbséggel.
1992-ben társközségeivel együtt 1544 lakosából 1535 román, 6 magyar és 3 német volt.

## Látnivalók
- Határában húzódnak a rómaiak által a 2. században épített Ulpia Traiana Sarmizegetusa romjai, melyek 600×540 m-es területet kerítenek be. Jól láthatók a fórum és az amfiteátrum romjai.